# Elecciones presidenciales de Estados Confederados de 1861
Las elecciones presidenciales de los Estados Confederados de América de 1861 fue la primera y única elección presidencial celebrada bajo la Constitución Permanente de la Confederación de Estados de América. Jefferson Davis, que había sido elegido Presidente y Alexander H. Stephens, que había sido elegido vicepresidente, bajo la Constitución Provisional de los Estados Confederados, fueron reelectos para otro periodo de seis años (22 de febrero de 1862 hasta 22 de febrero de 1868) como primer presidente y el vicepresidente de los Estados confederados de América.

## Resultados

### Votos
| Candidato presidente/vicepresidente | Candidato presidente/vicepresidente | Partido       | Voto popular | Porcentaje | Voto electoral |
| ----------------------------------- | ----------------------------------- | ------------- | ------------ | ---------- | -------------- |
|                                     | Jefferson Davis/Alexander Stephens  | Independiente | 47,057       | 97.0%      | 109            |
|                                     | Otros                               |               | 1,465        | 3.0%       | 0              |
| Total                               | Total                               |               | 48,522       | 100.0%     | 109            |